# Francesco De Robertis
Pour les articles homonymes, voir De Robertis.
Francesco De Robertis (né le 16 octobre 1902 à San Marco in Lamis, dans la province de Foggia, dans les Pouilles, et mort le 3 février 1959 à Rome) est un scénariste et réalisateur italien.

## Biographie
Officier supérieur de la marine italienne, Francesco De Robertis devient, à la fin des années 1930, directeur du Service cinématographique du ministère de la Marine. Après un documentaire, Mine in vista, il réalise en 1940 un long métrage S.O.S. 103 (Uomini sul fondo) relatant le naufrage et le sauvetage d'un sous-marin de grande croisière, le A 103, dans le golfe de La Spezia, exemple remarquable d'œuvre se situant à mi-chemin entre fiction et documentaire. 
Il supervise en 1941, Le Navire blanc, premier long métrage de Roberto Rossellini. Il continue, par la suite, à tourner, pour l'essentiel, des films consacrés à la marine. Son sens très sûr de documentariste, son attention à l'authenticité des sentiments humains et le recours systématique à des acteurs non professionnels le désignent comme un des précurseurs du néo-réalisme.

## Filmographie
- 1940 : Mine in vista (it) — court-métrage documentaire de 16'
- 1941 : S.O.S. 103 (Uomini sul fondo)
- 1942 : Requins d'acier (Alfa Tau!)
- 1945 : Vivere ancora (it)
- 1946 : La Vie simple (it) (La vita semplice ou I figli della laguna)
- 1947 : Uomini e cieli — tourné en 1943
- 1947 : La voce di Paganini (it) — court-métrage documentaire de 30'
- 1948 : Fantasmi del mare
- 1949 : Marinai senza stelle (it) — tourné en 1943
- 1950 : Gli amanti di Ravello (it)
- 1950 : Un ange dans la foule (it) (Angelo tra la folla) — supervision
- 1950 : L'Orphelin de Capri (it) (Il mulatto)
- 1952 : Carica eroica
- 1954 : Sabotages en mer (Mizar)
- 1954 : Hommes dans l'ombre (it) (Uomini ombra)
- 1956 : Yalis, la vergine del Roncador (it)
- 1957 : L'Aventurière de Gibraltar (La donna che venne dal mare)
- 1958 : Ragazzi della marina (it)